# Большое Кирдяшево
Большо́е Кирдя́шево — село в России в Наровчатского района Пензенской области, центр Большекирдяшевского сельсовета.

## География
Расположено в 18 километрах к юго-востоку от села Наровчат — административного центра района. В 1,5 километрах от села течёт река Мокша, приток Оки. Вокруг села поля и 10000 га леса. В 11 км находится источник, известный под названием Салолейка, туристическое место.

## История
По состоянию на начало 2004 года в селе проживало 308 человек, находилось 131 хозяйство. Село основал в начале XVII века мордвин Курдяш. О Курдяше известно из очерков Наровчатской истории, что в 1634 году его отец «купливал тою вотчину Темниковского уезду деревни Кирдяшев у татарина у Ятуды Енбулатова».
Изначально называлось просто Кирдяшево, «большим» оно стало несколько позже, когда появилась необходимость отличать его от Малого Кирдяшева. С 1780 по 1877 год входило в состав Наровчатского уезда, затем — Рождественско-Тезиковской волости.
В селе родился Герой Советского Союза Дмитрий Тремасов.

## Прочая информация
В селе есть полная средняя общеобразовательная школа, магазин, филиал сбербанка, почта. Климат средней полосы России. Минимальные температуры зимой до −40 градусов, летом до +38(максимум летом 2010 года).
Всего в Большом Кирдяшево находится пять улиц — Луговая, Молодёжная, Садовая, Сельская и Центральная.

### Численность населения
| 1864 | 1877 | 1897 | 1926 | 1959 | 1979 | 1989 | 1996 | 2004 |
| ---- | ---- | ---- | ---- | ---- | ---- | ---- | ---- | ---- |
| 928  | 734  | 1084 | 1539 | 640  | 446  | 350  | 334  | 308  |